# 比利时
比利時王國（法語：Royaume de Belgique），通稱比利時（法語： [bɛlʒik] ⓘ；荷蘭語： [ˈbɛlɣijə] ⓘ；德語： [ˈbɛlɡi̯ən] ⓘ），是一个位于西北欧的国家，坐落于被称之为低地国家的沿海低地地区。其领土北部与荷兰接壤，东部与德国相邻，东南毗邻卢森堡，南接法国，西濒大西洋北海。比利时的国土面积为30,689平方（11,849平方英里），人口超过1170万；人口密度为383平方（148平方英里），在全球排名第22位，在欧洲排名第七位。其首都及最大城市为布鲁塞尔；其他主要城市包括安特卫普、根特、沙勒罗瓦、列日、布魯日、那慕爾以及鲁汶。
比利时是一个实行议会制的君主立宪国家。其具有一个以地区和语言为基础构建的复杂联邦体系。全国分为三个高度自治的大区：分别为北部的弗拉芒大區、南部的瓦隆大区以及中部的布鲁塞尔首都大区。比利时还拥有两大主要语言社群，分别为讲荷蘭語的弗拉芒社群，占全国约60%的人口。以及讲法语的法语社群，占全国人口约40%。此外，在比利时东部的奧伊彭-馬爾默迪地区还有一个讲德语的小型社群，其占全国人口约1%。比利时的语言多样性和相关的政治冲突反映在其由六个不同的政府组成的复杂治理体系中。比利时是一个发达国家和高收入经济体，同时是欧盟的核心六国之一，还是比荷卢联盟的成员国。其首都布鲁塞尔是欧盟实际上的政治中心，是欧盟委员会、欧盟理事会、歐盟高峰會的正式驻地，也是欧洲议会的两个会址之一（另一个在法国的斯特拉斯堡）。此外，布鲁塞尔还是北约等许多重要国际组织的总部所在地。
在古代，比利时地区主要由贝尔盖人统治，直到公元前1世纪被罗马帝国吞并。进入中世纪后，比利时因其处于欧洲中心地带而保持相对繁荣，并在商业和政治上与周边大国保持密切联系。其领土先后属于加洛林帝国、神圣罗马帝国，以及后来的勃艮第尼德兰。16至18世纪期间，比利时先后受西班牙哈布斯堡王朝（1556–1714）和奥地利哈布斯堡王朝（1714–1794）统治，随后在1794年至1815年间由法兰西第一共和国和法兰西第一帝国接连统治。1815年维也纳会议之后，比利时的大部分领土被并入荷蘭聯合王國。作为欧洲列强长期争夺的对象，比利时有“欧洲战场”之名。这一称号在20世纪爆发的两次世界大战期间得到了进一步的强化和证明。
现今的比利时是在比利时1830年革命之后建立的，是最早一批参与第一次工业革命的国家之一，并且还是欧洲大陆第一个实现工业化的国家。比利时直到20世纪初拥有多个殖民地，其中最著名的是比屬剛果和盧安達-烏隆地，这两个殖民地分别于1960年和1962年获得独立。在20世纪下半叶，比利时的荷兰语区和法语区之间的紧张关系逐渐加剧，主要原因是两者在政治文化上的差异以及佛兰德斯与瓦隆地区之间经济发展的不平衡。这种矛盾促成了比利时自1970年至1993年间数次影响深远的国家改革，这些改革使得比利时从单一制过渡到联邦制。然而尽管如此，这些语言社区之间的紧张局势依然存在。比利时至今面临弗拉芒地区的强烈分离主义情绪、备受争议的语言便利市镇，以及政治格局的高度碎片化等等问题。体现比利时政治格局高度支离破碎的典型例子就是在2010年比利时联邦选举之后创下的589天未能成功组阁的世界纪录。

## 名稱
比利時的名稱，源自西元前3世紀的羅馬時代，當時此地蠻族居住，被羅馬人稱為比利時高盧（拉丁語：Gallia Belgica），字面意為貝爾蓋人的高盧。
「比利時」這個中文譯名，源自1849年徐繼畬所編纂的《瀛寰志略》。

## 歷史

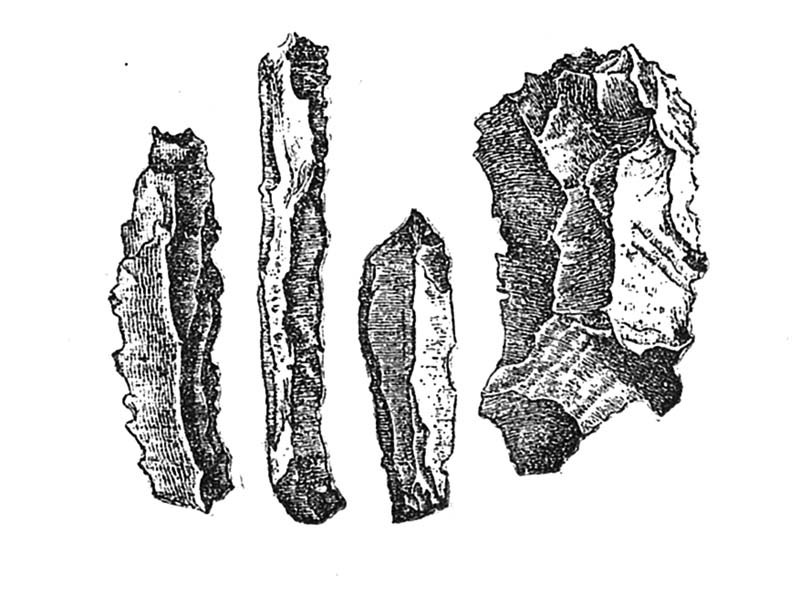
在比利時考古挖掘到的史前石器

最晚在舊石器時代晚期，比利時已經有先民聚居。其實無論是地理上還是文化上，比利時都處於歐洲的十字路口，在過去的2,000年內見證了各種種族與文化的興盛與衰敗。也正因為這樣，比利時是歐洲真正的種族熔爐，凱爾特人、羅馬人、德意志人、法蘭西人、荷蘭人、西班牙人和奧地利人在此都留下了文化的痕跡。
西元前54年，當時主要由凱爾特人居住的這一地區被羅馬共和國將軍凱撒征服。羅馬帝國崩潰後，日耳曼人於5世紀大舉入侵，其中的一支法蘭克人隨後建立了墨洛溫王朝，其領土包括了現在的比利時。墨洛溫王朝之後由卡洛林王朝取代。
860年，西法蘭克國王查理二世任命杜伯安一世为法兰德斯伯爵。979年，布鲁塞尔正式建立。1302年，弗拉芒人在金马刺之战中击败了法国骑兵。1328年，法国人在卡塞勒之役后，确立了对法兰德斯的统治。1425年，鲁汶大学建立。1468年，勃艮第公爵兼併列日。
比利時後來幾經轉手，各個地區曾由荷蘭、勃艮地、西班牙、奧地利等國統治。拿破崙時期，比利時為法國的一部分，拿破崙一世戰敗後，比利時併入荷蘭，形成荷蘭聯合王國。1830年，比利時爆發比利時獨立運動，從荷蘭統治下獨立，成為世襲君主立憲王國，並選擇了一位德國貴族，薩克森-科堡-哥達公國的王子利奧波德作為比利時的第一任國王。比利時立國後奉行中立政策，但在兩次世界大戰中先後被德意志帝國及納粹德國佔領。二戰以後，比利時放棄中立原則，參加了北約。後來又參加了歐洲經濟共同體。
比利時殖民帝國時期有兩個主要的殖民地以及一個租界：盧安達-烏隆地及比屬剛果，即現在的剛果民主共和國。比屬剛果於1885年召开的柏林西非会议上贈給當時的比利時國王利奧波德二世。利奧波德將此地命名為剛果自由邦，並收為自己的私人領地，進行殘酷的統治，同時大量種植橡膠，以滿足當時世界對橡膠輪胎的需求。在國際輿論的壓力下，利奧波德二世於1908年放棄了對剛果的私人統治，把剛果交予比利時政府。後來比屬剛果於1960年獨立。天津比租界由比利時男爵姚士登於1900年八國聯軍與大清簽定辛丑條約后開辟。1927年將租界交還北洋政府。
現代比利時作為一個現代化、高科技的歐洲國家而興盛，同時也是北約和歐盟的成員國，首都布魯塞爾亦是這兩個組織的總部。但是比利時一直存在國家分裂和解體的可能性，北半部說荷蘭語的弗拉芒人（親荷蘭）和南半部講法語的瓦隆人（親法國）之間長期關係緊張。
2007年6月10日，舉行聯邦議會選舉。經過半年談判後組成聯合政府，但联合政府僅三個月便下台。
2010年6月議會選举后，曾經過543天未能組閣，打破組閣權最長的世界紀錄。最終導致了憲法修正案，賦予比利時南北兩區正式的自治權，首都布魯塞爾則为联邦辖地，並削弱上議院权力，議會選舉2014年起將与歐洲議會選舉同期举行，即每五年举行選举，下議院的荷蘭語區有87席，法語區有63席，兩語區擁有相等的权力。因此比利時現在是一個聯邦制國家。
2013年7月，在位二十年的第六任國王阿爾貝二世讓位予王儲長子菲利普。
2014年10月11日比利時新任總理米歇爾率領中間偏右聯合政府的內閣成員，向比利時國王菲利普宣誓就職，終結4個月以來的政治谈判。米歇爾是比利時自1840年以來，最年輕的總理；他也將成為歐洲聯盟中，最年輕的領導人之一。
2016年3月22日，首都布鲁塞尔遭遇伊斯蘭恐怖主義组织伊斯兰国成员实施的爆炸攻擊。
2019年大选后新政府迟迟未组成，但时任首相米歇尔将于同年12月担任欧洲理事会主席。作为米歇尔的盟友，苏菲·威尔梅斯遂于10月被菲利普国王委任为比利时首位女首相，接替前者带领看守政府。

## 地理

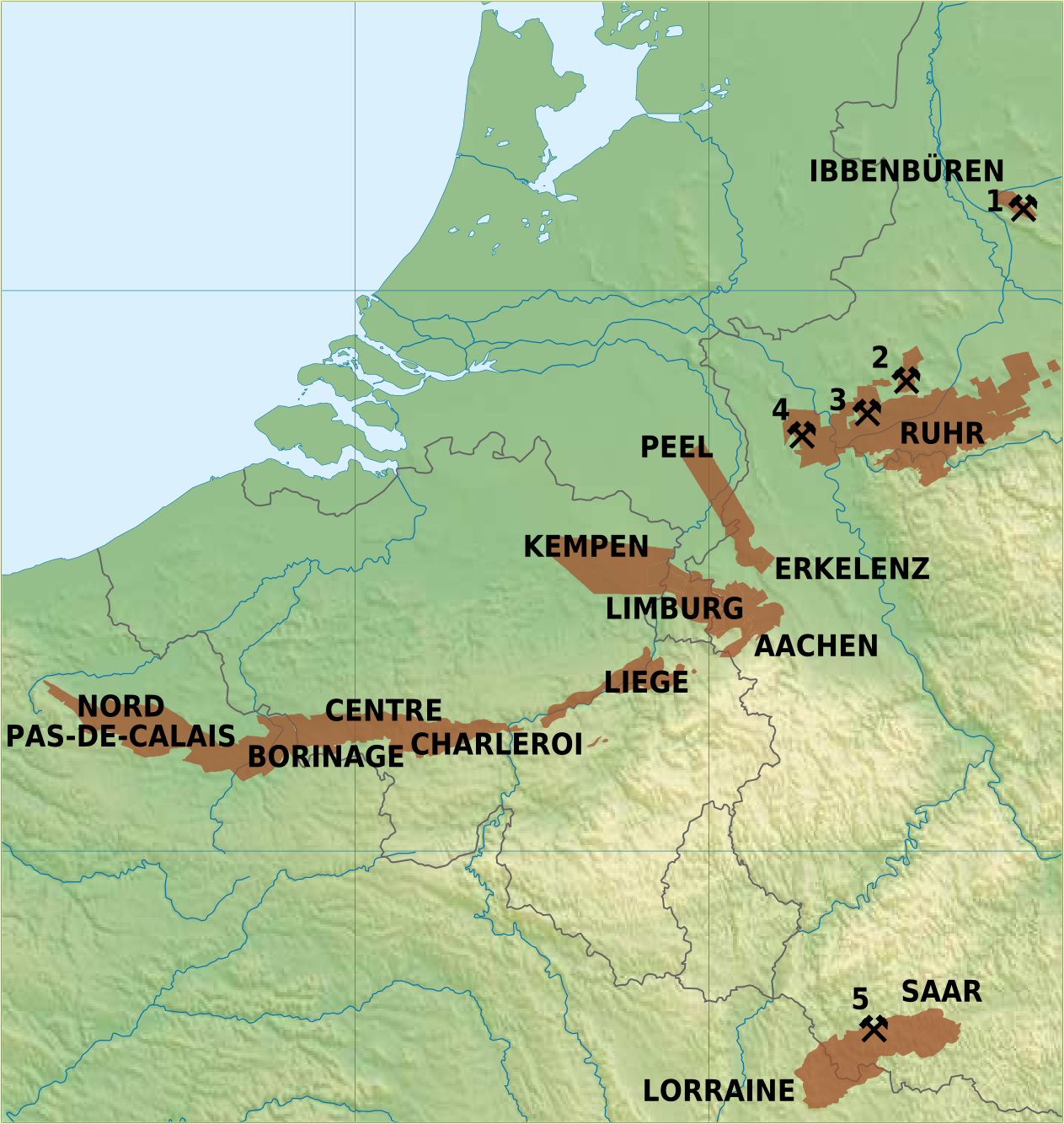
煤矿分布（地形图）

比利時位於歐洲大陸西北部，與英國隔海相望。北鄰為荷蘭，南接為法國，東南臨盧森堡大公國，東與德國接壤。國土面積3.05萬平方公里。
比利時分為三大地理區域：西部的海邊平原、中部的高原、以及東部的阿登山脈。西部平原地勢平坦，有諸多圍海造出的窪地。中部為漸漸升高的平原地區，土地富饒，河流眾多，灌溉充分，同時也有一些洞穴和峽谷。東部為阿登山脈，地勢升高，最高點海拔694米，多森林，多處基岩裸露，不宜耕種。這也是比利時大多數野生動物的棲息處。
比利時主要河流有：斯海尔德河，流經圖爾奈、根特、安特衛普和默茲河，流經那慕爾、列日。

### 气候
属温帶海洋性气候，冬季溫和、夏季涼爽、多雨，1月平均氣溫0－3 °C，7月平均氣溫14－19 °C；年降水量700－900毫米，高地达1,500毫米。

## 政治
自從比利時聯邦化後，政府結構更趨複雜。在聯邦政府以下根據語言族群而設立了三個社群，即荷兰语社群、法語社群以及德語社群；同時又設立了三個大区，即瓦隆大区、弗拉芒大區和布鲁塞尔首都大区。社群和大区互相覆蓋，分工明確。其中荷兰語社群政府和弗拉芒大区政府合併為一個統一的弗拉芒政府；瓦隆大区大部分對應法語社群，但東部邊疆地區為德語社群。
- 聯邦政府：負責有關國家整體利益的事務。如外交、國防、經濟、社會福利、公共安全、運輸、通訊等
- 社群政府：負責語言、文化和教育。如學校、圖書館、戲院等
- 大区政府：負責當地的土地與財產事務。如地域經濟、規劃、建屋、交通等，如一個在布魯塞爾的學校建築由布鲁塞尔首都大区政府管轄，但是學校作為一個教育機構則由弗拉芒政府（如果學校教授的第一語言是荷蘭語）或法语社群政府（如果學校的第一語言是法語）負責。這是一個複雜但卻能被廣泛接受的舉措，以確保各種文化能和平共處。

首都布魯塞爾是900多個重要國際機構的所在地，包括北約總部和歐盟總部，有「歐洲首都」之稱。

### 政黨

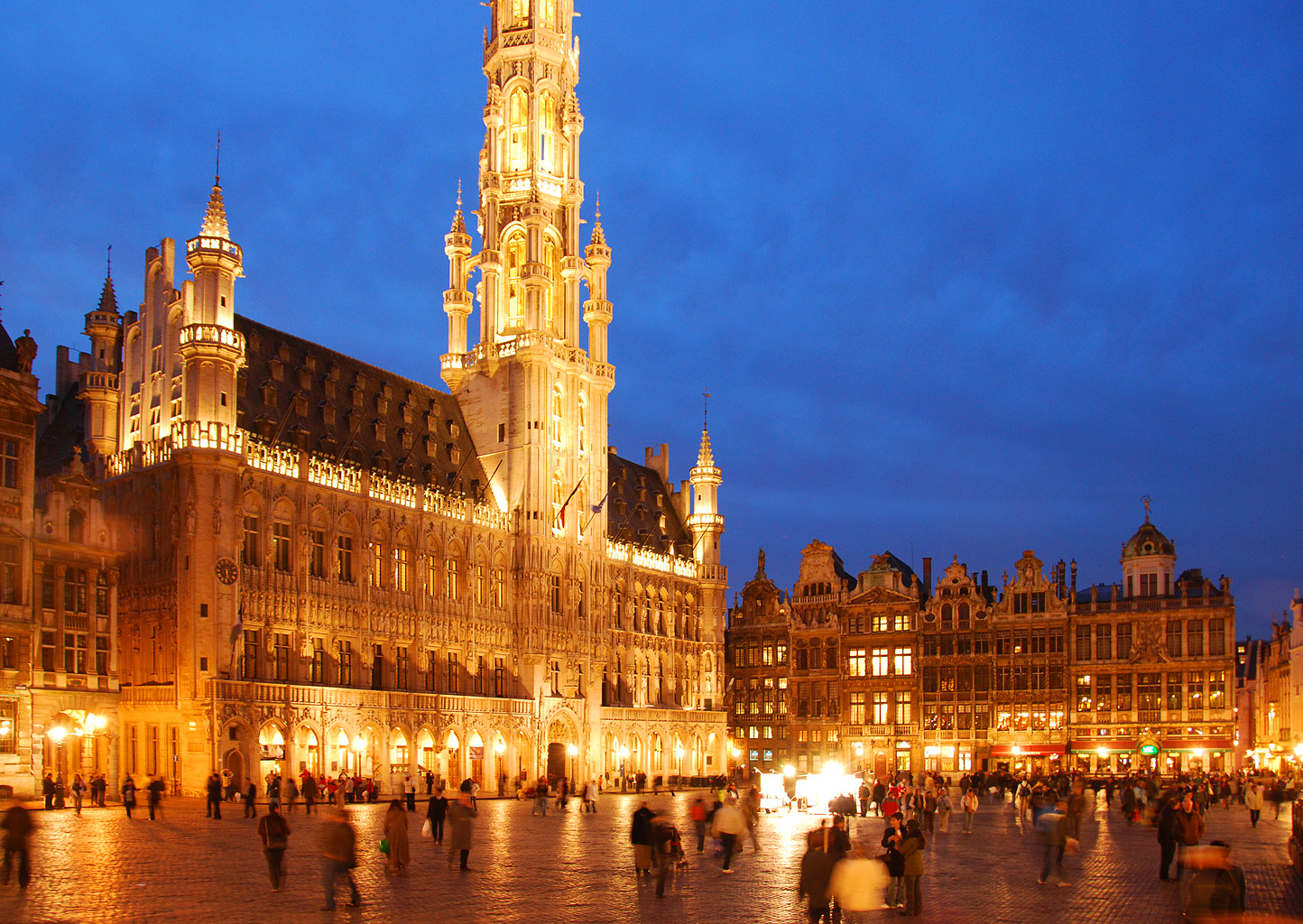
大廣場

比利時的政黨也充分體現了聯邦體制，大黨都是弗拉芒區的大黨或瓦隆區的大黨，沒有全國性的主要黨派。現時國會下議院150席中，87席是弗拉芒人，63席是瓦隆人。
比利时的主要政党有荷语基督教民主党、荷语开放自民党、弗拉芒利益党、法语革新运动党、法语社会党、法语行动者党、荷语绿党、法语生态党等。

### 南北主權分裂問題
除首都布魯塞爾外，比利時主要由北部的佛兰德（即荷蘭語區）及南部的瓦隆尼亚（即法語區）組成。自19世紀初至今，該國便開始在歐洲列强干預下產生南北分裂問題，到20世紀仍有聲音鼓吹兩大區分別并入荷蘭及法國，與其他歐洲分離主義等類似，影響歐洲政局的穩定。

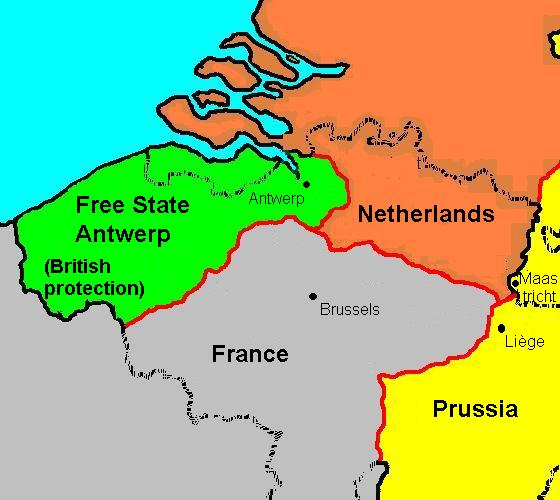
比利時南北分裂問題歷史根深蒂固，圖為1830年倫敦會議中法國外交官塔里蘭向英國提出分裂比利時的「塔里蘭分割比利時計劃」(Talleyrand partition plan for Belgium)

### 弗拉芒獨立運動
弗拉芒独立运动是比利時弗拉芒地區的政治運動。自20世紀初至今，一直主張增加自主權或獨立，以及保護荷蘭語和弗拉芒的文化與歷史，反對法語在弗拉芒地區的進一步擴散。

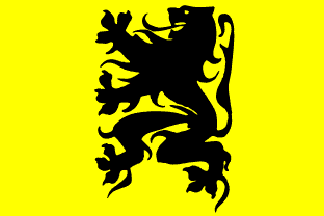
弗拉芒大区旗

## 大区劃
現行的比利時行政體制於1993年7月14日啟用，分為三層：
聯邦政府，總部設於布魯塞爾。
|  | 三個社群： - 弗拉芒社群：北方的黄色 - 比利时法语社群：南方的红色 - 比利时德语社群：东方的绿色 |

|  | 三個大區： - 弗拉芒大區：北方的黄色 - 瓦隆大區：南方的红色 - 布鲁塞尔首都大区：中间的蓝色 |

其中弗拉芒、瓦隆兩大區各下轄5個省。

### 城市

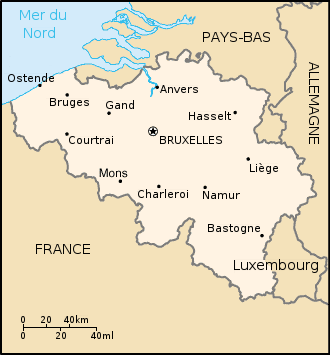
主要城市分布图（法语城市名）
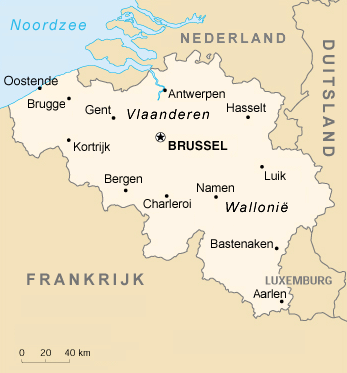
主要城市分布圖（荷語城市名）

| 比利時最大城市排名 2023年 | 比利時最大城市排名 2023年 | 比利時最大城市排名 2023年 | 比利時最大城市排名 2023年 | 比利時最大城市排名 2023年 | 比利時最大城市排名 2023年 | 比利時最大城市排名 2023年 | 比利時最大城市排名 2023年 | 比利時最大城市排名 2023年 | 比利時最大城市排名 2023年 |
|                           | 排名                      | 名称                      | 大区\|                    | 人口                      | 排名                      | 名称                      | 大区\|                    | 人口                      |                           |
| ------------------------- | ------------------------- | ------------------------- | ------------------------- | ------------------------- | ------------------------- | ------------------------- | ------------------------- | ------------------------- | ------------------------- |
| 安特卫普 根特             | 1                         | 安特卫普                  | 弗拉芒大區                | 536,079                   | 11                        | 圣扬斯-莫伦贝克           | 布鲁塞尔首都大区          | 97,610                    | 沙勒羅瓦 列日             |
| 安特卫普 根特             | 2                         | 根特                      | 弗拉芒大區                | 267,709                   | 12                        | 蒙斯                      | 瓦隆大区                  | 96,055                    | 沙勒羅瓦 列日             |
| 安特卫普 根特             | 3                         | 沙勒羅瓦                  | 瓦隆大区                  | 203,245                   | 13                        | 阿尔斯特                  | 弗拉芒大區                | 89,915                    | 沙勒羅瓦 列日             |
| 安特卫普 根特             | 4                         | 列日                      | 瓦隆大区                  | 194,877                   | 14                        | 梅赫伦                    | 弗拉芒大區                | 88,463                    | 沙勒羅瓦 列日             |
| 安特卫普 根特             | 5                         | 布魯塞爾城                | 布鲁塞尔首都大区          | 192,950                   | 15                        | 伊克塞勒                  | 布鲁塞尔首都大区          | 88,081                    | 沙勒羅瓦 列日             |
| 安特卫普 根特             | 6                         | 斯哈尔贝克                | 布鲁塞尔首都大区          | 130,422                   | 16                        | 于克勒                    | 布鲁塞尔首都大区          | 85,706                    | 沙勒羅瓦 列日             |
| 安特卫普 根特             | 7                         | 安德莱赫特                | 布鲁塞尔首都大区          | 124,353                   | 17                        | 拉卢维耶尔                | 瓦隆大区                  | 81,293                    | 沙勒羅瓦 列日             |
| 安特卫普 根特             | 8                         | 布魯日                    | 弗拉芒大區                | 119,445                   | 18                        | 圣尼克拉斯                | 弗拉芒大區                | 81,066                    | 沙勒羅瓦 列日             |
| 安特卫普 根特             | 9                         | 那慕爾                    | 瓦隆大区                  | 113,174                   | 19                        | 哈瑟尔特                  | 弗拉芒大區                | 80,299                    | 沙勒羅瓦 列日             |
| 安特卫普 根特             | 10                        | 鲁汶                      | 弗拉芒大區                | 102,851                   | 20                        | 科特赖克                  | 弗拉芒大區                | 78,841                    | 沙勒羅瓦 列日             |

## 經濟
人口稠密的比利時是世界上工業最發達的地區之一，是19世紀初歐洲大陸最早進行工業革命的國家之一。比利時擁有完善的港口、運河、鐵路以及公路等基礎設施，為與鄰國更緊密的經濟整和創造條件。作為歐盟的創始會員國之一，比利時十分期盼歐盟能整合整個歐洲的各個經濟體。比利時1999年1月成為首批使用歐洲統一貨幣歐元的國家之一，原比利時法郎在2002年被完全取代。
比利時的經濟十分倚賴國際貿易。全國GNP大約三分之二來自出口，人均出口是德國的兩倍，日本的五倍。比利時的出口優勢來自於其重要的地理位置以及高度技術化、多語言以及高效率勞動力。比利時主要進口食品、機械、鑽石（未成品）、石油、化工材料、紡織品；主要出口巧克力、汽車、鋼鐵、藥品、鑽石（成品）、紡織品等。
特產：奶油
位於比利時北部的安特衛普為歐洲第二大港，同時也是世界上最大的鑽石加工地，有鑽石之都的稱譽。

## 人口
比利時全國總人口為11,568,000（2019年），人口密度（376/km²）僅次於荷蘭及一些歐洲小國，為歐洲人口高稠密的國家之一。
民族以弗拉芒人（佔59%）和瓦隆人（40%）為主。
比利時眾議院2014年2月13日通過安樂死合法範圍擴及未成年人一案，將成為繼荷蘭之後，全球第2個在嚴格條件下許可孩童安樂死的國家。

### 语言
由於比利時處於歐洲日耳曼語族與拉丁語族的分界線上，因此比利時國內兩種語言並存。其中説荷蘭語的主要集中於比利时北部的弗拉芒大區，約占全國總人口的59%，説法語的則主要位於南部瓦隆大区和布鲁塞尔首都大区，約占全國總人口的41%。另外在瓦隆大區還有一小部分受官方承認的德語族群。比利時政府將這三種語言均設為官方語言。
比利時人所使用的荷兰语和法语都含有本国地方方言，但這些方言與荷蘭使用的荷蘭語或法國使用的法語差别甚微，與這兩國人交流没有障碍。
比利时分為荷兰語區、法語區与德语区，首都布魯塞爾为法语和荷兰语双语区，但法语在实际使用中占优势。

### 宗教

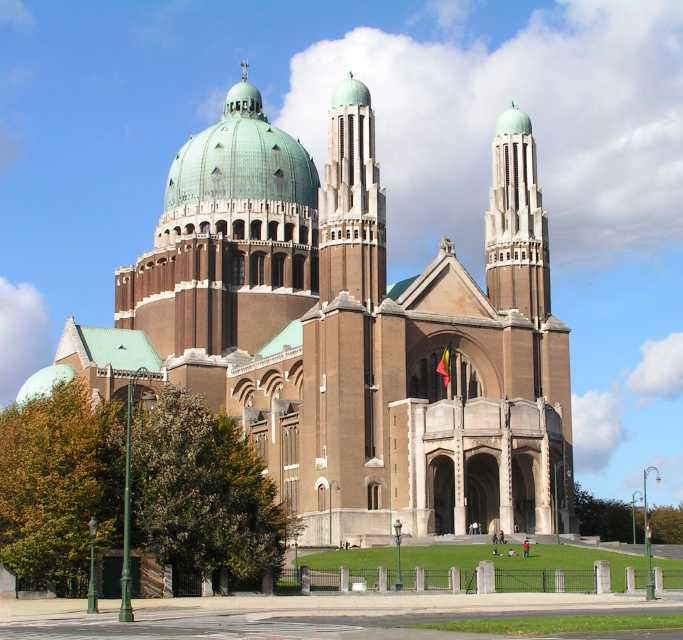
圣心圣殿是位于布鲁塞尔的一座天主教乙级宗座圣殿和堂区圣堂，是全世界面积第6大的天主教堂

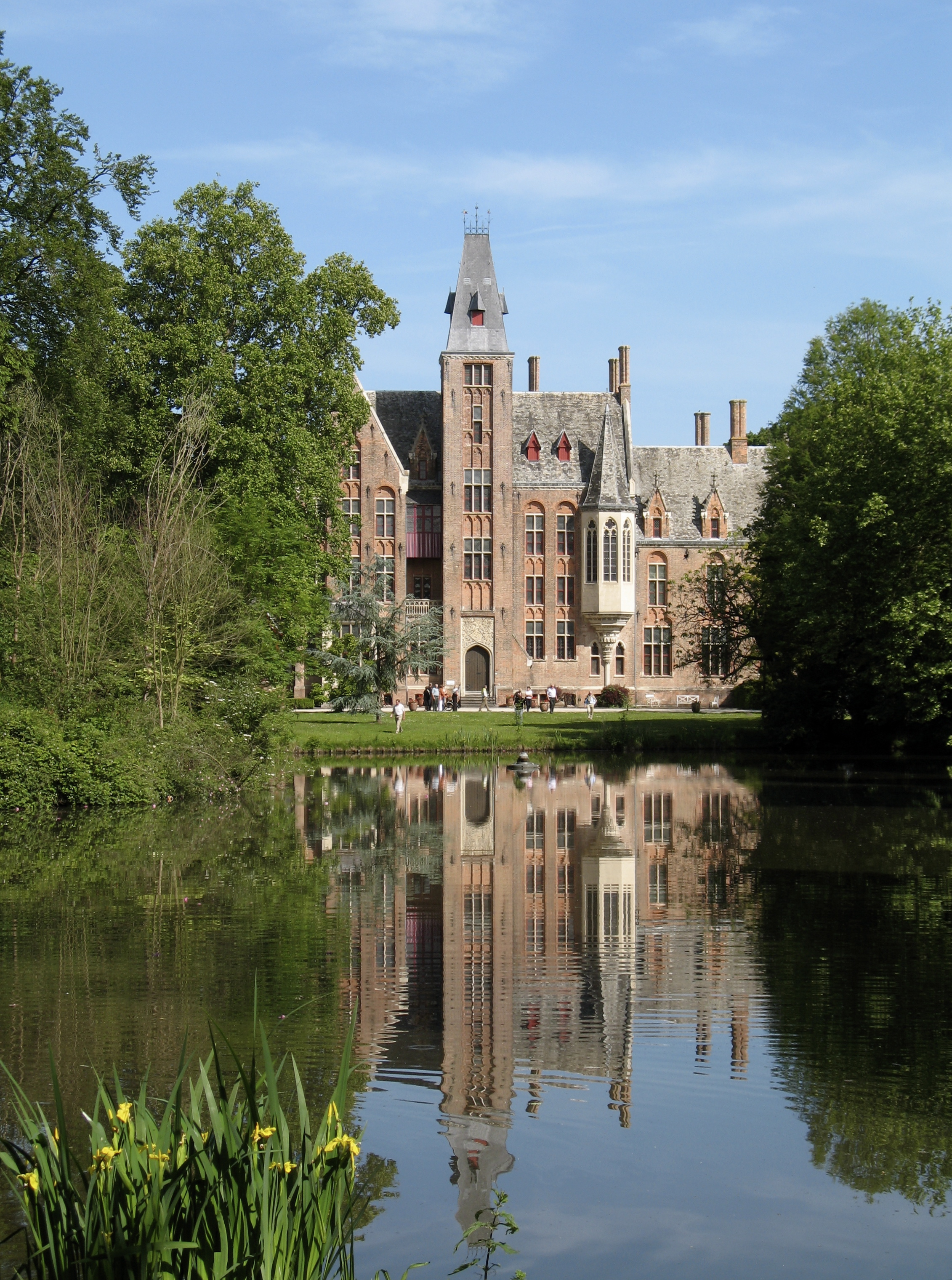
比利時布魯日附近的羅奔城堡

比利時主要宗教為天主教，信徒占人口44%，近年來只有約10%人定期參加彌撒。其它宗教包括伊斯蘭教、新教以及猶太教。近年来，伊斯兰教由于穆斯林移民暴增而占有全国人口的一定比例。
宗教是比利時與荷蘭分家的一個重要原因。荷蘭在當時主要信新教（不過現在荷兰無宗教者居多），1830年荷蘭南部天主教地區爭取獨立後，便形成了現在的比利時。比利時也是許多歐洲神秘教派的活動中心。
比利時的古城布魯日是一個保存完好的中世紀城市。它以精美的建築、完整的古城佈局、亮麗的風景、悠久的歷史、藝術、宗教、巧克力等等，吸引著來自全世界的遊客。

## 文化

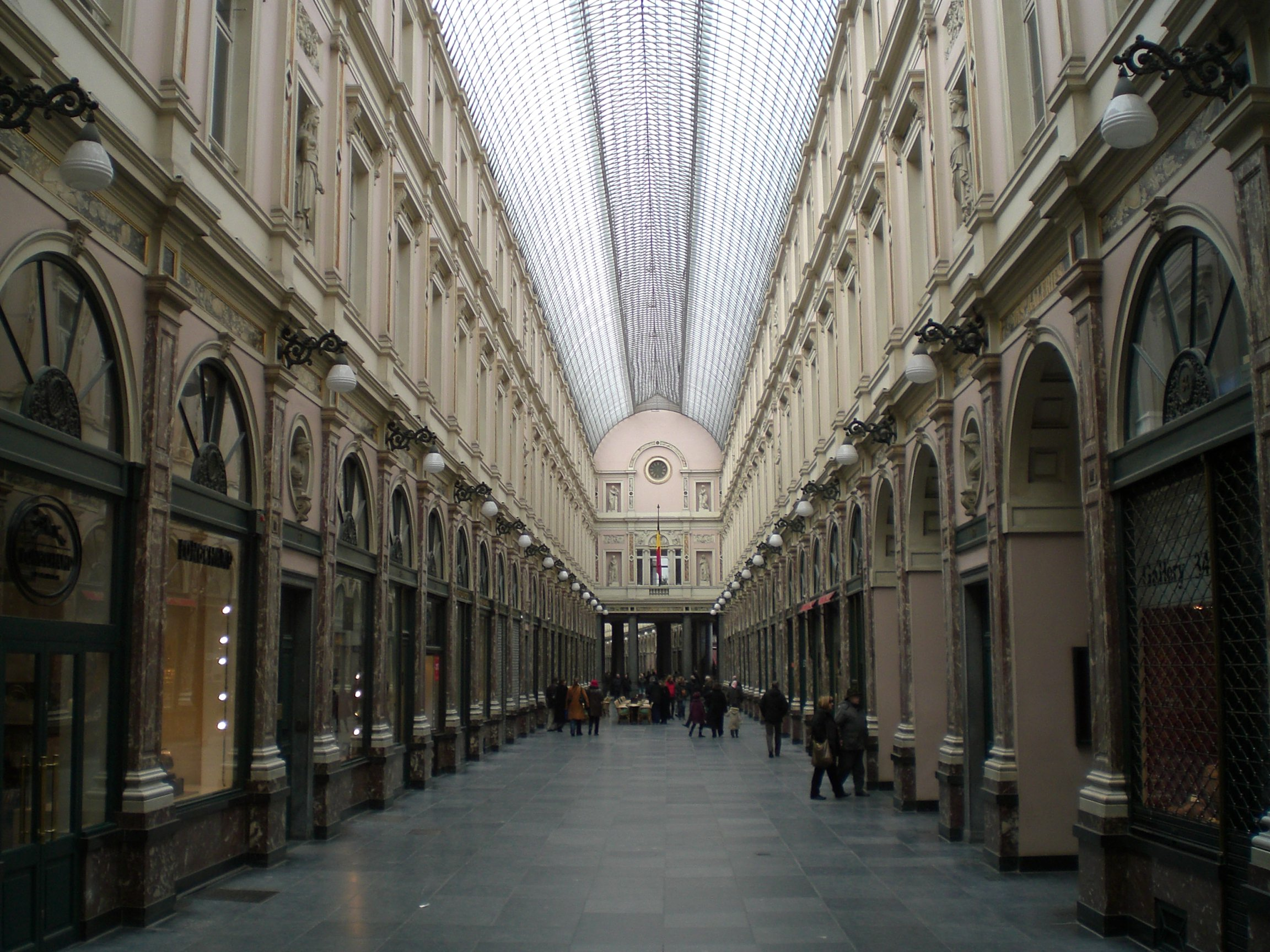
布魯塞爾美術廳

比利時以它的藝術、建築、啤酒、食物以及巧克力聞名天下。
比利時是很多法國作家的安樂窩，如維克多·雨果、大仲馬等。比利時也是畫家的天堂，弗拉芒畫派是17世紀最重要的畫派。
此外，在2003年1月30日，比利时成为继荷兰之后全球第二个同性婚姻合法化的国家。

### 飲食
比利時人酷愛薯條，一般在各個小店或火車站都可以買到小包裝的炸馬鈴薯，當地人叫做（荷語）或（法語）。比利時人也酷愛喝啤酒，世界上最大的啤酒廠就在比利時。做甜點（Gauffres）是比利時人的特長。比利時巧克力和瑞士巧克力聞名於世，手工製作的餅乾、蛋糕等也非常有名。

### 體育
足球是比利時的第一運動，1980年代和2020年代是比利時國家足球隊的巔峰時期，在國際球壇享有“紅魔”之稱，培育了德布劳内，蒂博·庫爾圖瓦，托比·阿爾德韋雷爾德，托馬斯·維爾馬倫，文森特·孔帕尼，揚·費爾通亨等球星。比利時甲組足球聯賽是比利時最高級別足球聯賽，較知名的球隊包括安德列治、皇家布魯日、標準列日及亨克。2000年曾與荷蘭聯合舉辦了歐洲國家杯賽，被譽為歷史上最為成功的歐洲國家杯賽之一。此外自行車及一級方程式亦是極受到民眾歡迎的運動。

### 图书
该国作家埃尔热自1929年开始创作的《丁丁历险记》系列漫画作品风靡全球。
法国前总统戴高乐在接受记者采访时称，《丁丁历险记》也是他放在床头上的书。

## 交通
比利时国内的交通相对比较发达，除了公路及高速公路以外，还有四通八达的火车、地铁、有轨电车、无轨电车及公共汽车。
布魯塞爾拥有2座国际机场，位于布鲁塞尔市近郊的是布鲁塞尔机场，有小火车直接连接布鲁塞尔市中心火车站（北站）及布鲁塞尔南站。另外的一个飞机场布鲁塞尔南部-沙勒罗瓦机场，距离布鲁塞尔较远。布魯塞爾以外尚有安特衛普國際機場和列日机场。
公共交通网最繁密的是首都布鲁塞尔，它是全国铁路的中心枢纽，具有众多国际铁路线路，如连接布鲁塞尔-巴黎-科隆-阿姆斯特丹的“大力士”火车（thalys），连接布鲁塞尔-伦敦聖潘克拉斯車站-巴黎的欧洲之星等等。
从别的国家到达比利时特别是布鲁塞尔的方式很多，相对便捷的方式在欧洲范围内坐火车，从欧洲之外的国家到达比利时坐飞机。

## 軍事
比利時國防軍，自2002年以來，為一個單一的綜合性軍事組織，他們由一個統一的組織結構分成四個主要組成部分：

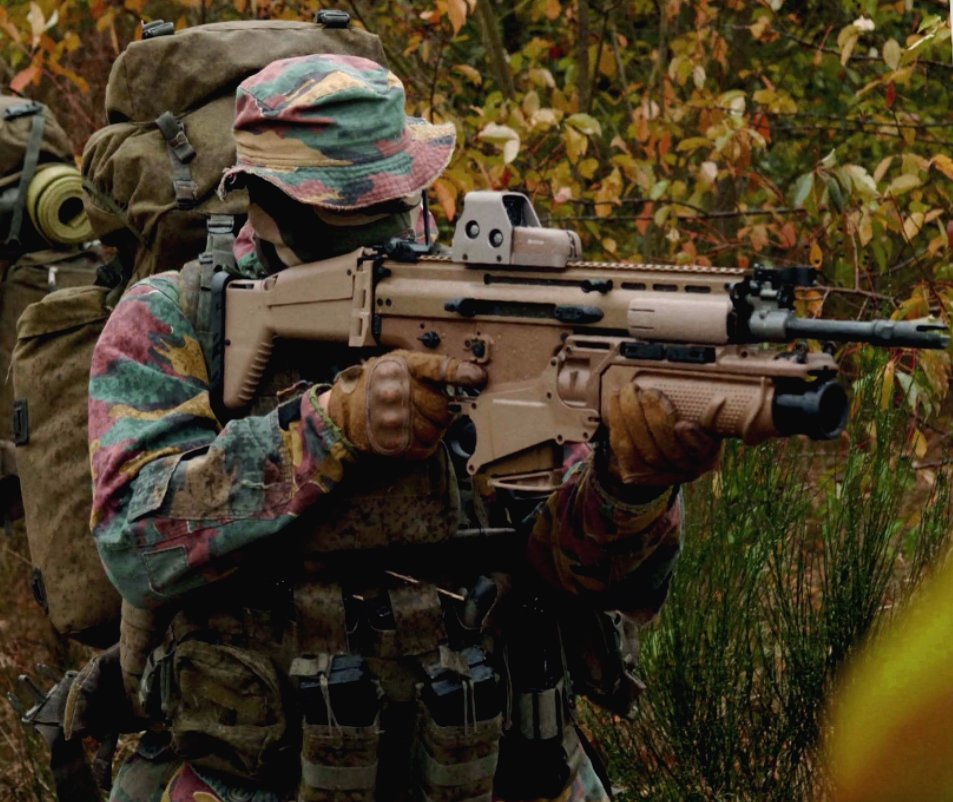
反恐特戰隊

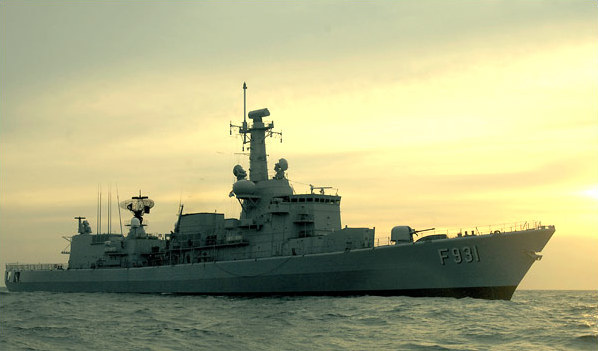
F931巡防艦

1. 地面部隊；比利時陸軍
2. 海上部隊；比利時海軍
3. 空中部隊；比利時空軍
4. 醫療部隊；比利時醫療團

各部隊軍階統一，海軍的圖章則有不同的設計。

## 延伸阅读
[在维基数据编辑]
 《清史稿/卷159》，出自趙爾巽《清史稿》

## 脚注
1. ↑  .be是比利时通用的互联网顶级域名。由于.eu域名与其他欧盟成员国共享，因此比利时也使用.eu域名。
2. ↑  布鲁塞尔首都大区由布鲁塞尔市本身和18个独立的市政实体组成，拥有170多万居民，但这些社区由比利时统计局单独统计[13]。
3. ↑  这里的法语社群囊括的是讲法语的比利时人，而不是居住在比利时的法国人[16]。
4. ↑  1885年至1908年间，比利时国王利奥波德二世私人所有的剛果自由邦暴行（英语：Atrocities in the Congo Free State）和疾病泛滥；在欧洲公众的强烈抗议下，比利时吞并了这块领土，将其作为殖民地[25]。

## 外部連結
- 比利時聯邦政府官方網站 （页面存档备份，存于）（荷兰文）（法文）（德文）（英文）
- 比利時 （页面存档备份，存于）（中文）
- 比利時概況 （页面存档备份，存于）（中文）
- 布魯塞爾 （页面存档备份，存于）